# Christopher Dale Flannery
 (août 2025).
Christopher Dale Flannery, surnommé « Mr Rent-a-Kill », né en 1948 à Brunswick (Victoria) et disparu 9 mai 1985, était un tueur à gages australien présumé impliqué dans au moins 14 assassinats. Issu d’un milieu ouvrier, il a grandi dans un contexte marqué par une méfiance envers les autorités policières. Flannery aurait été actif dans les milieux criminels de Melbourne et de Sydney pendant les années 1970 et 1980, notamment dans le cadre de conflits entre gangs. Sa disparition non élucidée a donné lieu à de nombreuses spéculations et théories dans les milieux judiciaires et médiatiques,,,. 